# 셀린 버켄스
셀린 버켄스(Céline Buckens, 1996년 8월 9일 ~ )는 벨기에계 영국 배우이다. 브뤼셀에서 태어나 어린 나이에 잉글랜드으로 건너가 런던 켄싱턴에서 성장했다. 토마스의 런던 데이 스쿨과 세인트 메리스, 애스콧에 다녔다. 런던 정치경제대학교에서 역사를 공부했다. 그녀는 코스를 마치는 동안 《무료 고삐》에 출연했다.

## 출연 작품
- 워 호스 (2011)
- 무료 고삐 (2017-2019)
- 굿 라이어 (2019)
- 워리어 (2020 - 현재)
- 쇼트라이얼 (2021)
- 전 부인 (2022)